# Meddle
Meddle is een studioalbum van de Britse progressieve rockband Pink Floyd uit 1971. Het album werd opgenomen tussen januari en augustus 1971. 
De eerste opnamen werden gemaakt in de Abbey Road Studios van EMI, maar omdat deze studio slechts beschikte over 8 sporen-opnameapparatuur werden andere studio's gezocht die 16 sporen-apparatuur hadden. In de AIR Studios en Morgan Studios werden de overige stukken opgenomen. 

## Nummers
| Nr. | Titel             | Schrijver(s)                                            | Duur |
| --- | ----------------- | ------------------------------------------------------- | ---- |
| 1.  | One of These Days | David Gilmour, Nick Mason, Roger Waters, Richard Wright | 5:56 |
| 2.  | A Pillow of Winds | Gilmour, Waters                                         | 5:13 |
| 3.  | Fearless          | Gilmour, Waters                                         | 6:08 |
| 4.  | San Tropez        | Waters                                                  | 3:43 |
| 5.  | Seamus            | Gilmour, Mason, Waters, Wright                          | 2:15 |

| Nr. | Titel  | Schrijver(s)                   | Duur  |
| --- | ------ | ------------------------------ | ----- |
| 1.  | Echoes | Gilmour, Mason, Waters, Wright | 23:27 |

## Bezetting
- Roger Waters – basgitaar, achtergrondzang en ritmegitaar op Fearless, zang en gitaar op San Tropez
- David Gilmour – gitaar, basgitaar en pedal-steelgitaar op One of These Days, zang op A Pillow of Winds, Fearless, Seamus en Echoes, mondharmonica op Seamus
- Rick Wright – piano, Farfisa- en Hammondorgels, zang op Echoes
- Nick Mason – drums, percussie, stem op One of These Days

## Overige medewerkers
- John Leckie - techniek in Abbey Road en AIR Studios
- Peter Bown - techniek in Abbey Road en AIR Studios
- Rob Black - techniek in Morgan Studios
- Roger Quested - techniek in Morgan Studios

Nummers van Pink Floyd